# Ceratinopsis sylvania
Ceratinopsis sylvania är en spindelart som beskrevs av Chamberlin och Ivie 1944. Ceratinopsis sylvania ingår i släktet Ceratinopsis och familjen täckvävarspindlar. Inga underarter finns listade i Catalogue of Life.